# 멕시코의 가수 목록
다음은 멕시코의 가수 목록이다.

## ㄱ
- 글로리아 트레비

## ㄴ
- 나탈리아 라푸르카데
- 니넬 콘데

## ㄷ
- 다나 파올라
- 다니엘라 루한
- 둘체 마리아

## ㄹ
- 루세로
- 루이스 미겔
- 릴라 다운스

## ㅁ
- 마리아 호세
- 마이테 페로니
- 미겔 아세베스 메히아

## ㅂ
- 베로니카 카스트로
- 베이비 배시
- 벨린다 (가수)
- 블랑카 에스텔라 파본

## ㅅ
- 셀레나
- 셀리아 크루즈

## ㅇ
- 아구스틴 라라
- 아나 가브리엘
- 아나이
- 아라셀리 아람불라
- 아르만도 만사네로
- 아이다 쿠에바스
- 알레산드라 로살도
- 알레한드라 구스만
- 알폰소 에레라
- 앙헬리카 리베라
- 앤절라 아길라르
- 에이사 곤살레스
- 엘리 게라
- 유리디아
- 이란 카스티요
- 이타티 칸토랄

## ㅈ
- 제니 리베라

## ㅊ
- 차벨라 바르가스
- 체스피리토

## ㅋ
- 카를라 모리손
- 카를로스 산타나
- 카밀라 소디
- 칼림바 마리찰
- 콘수엘로 벨라스케스
- 크리스토페르 본 우케르만
- 크리스티안 노달
- 킴벌리 로아이사

## ㅌ
- 탈리아 (가수)

## ㅍ
- 파울리나 루비오
- 파트리샤 만테롤라
- 파티 칸투
- 플로르 실베스트레

## ㅎ
- 하비에르 솔리스
- 하이메 카밀
- 호르헤 네그레테
- 호세 알프레도 히메네스
- 후안 가브리엘
- 훌리에타 베네가스
- 히메나 사리냐나